# Albert Nicholas
Albert "Ab" Nicholas (1931 – 4 de agosto de 2016) foi o presidente e CEO, bem como do gestor da carteira do Nicholas Company, Inc. fundado em 1967., com sede em Milwaukee. Em abril de 2010, ele foi um dos quatro introduzidos no Salão de Negócios Wisconsin of Fame. De acordo com a Bloomberg Markets, "O Fundo Nicholas, que ele foi executado desde 1969, superou o índice Standard & Poor 500 em uma média de 2 pontos percentuais por ano durante os últimos 40 anos e tem batido todos os anos desde 2008. Se você acha que não faz uma grande diferença, considere isto: um investimento de US$ 10.000 no Fundo Nicholas em setembro de 1974 foi de cerca de US$ 2 milhões em setembro de 2014, cerca de duas vezes o valor do mesmo investimento no índice."